# John Kenneth Galbraith
John Kenneth Galbraith, noto anche con lo pseudonimo di Mark Epernay (Iona Station, 15 ottobre 1908 – Boston, 29 aprile 2006), è stato un economista, funzionario e diplomatico canadese naturalizzato statunitense.
È stato fra i più celebri e influenti economisti del suo tempo, nonché critico della teoria capitalista tradizionale.

## Biografia
Insegnò nelle università di California, di Princeton, di Cambridge e di Harvard. Acquistò rinomanza come economista "liberal" ed ebbe notevole influenza sul pensiero economico del XX secolo, anche per il suo diretto impegno in politica. Dal suo matrimonio con Catherine Merriam Atwater nacquero quattro figli: John Alan, Douglas, Peter, James Kenneth.
Galbraith era dichiaratamente un democratico, e sostenne subito John Fitzgerald Kennedy e le sue aspirazioni presidenziali, ricoprendo anche alcuni incarichi pubblici sotto la sua amministrazione come già sotto quella di Franklin Delano Roosevelt.
I suoi principali incarichi politico-amministrativi furono:
- durante la seconda guerra mondiale, responsabile dei prezzi di tutte le merci degli Stati Uniti, ruolo che gli valse l'appellativo di "Supercommissario ai prezzi", o anche "Zar dei prezzi"
- Consigliere economico del candidato democratico alla presidenza Adlai Stevenson dal 1952 al 1956
- Consigliere economico dei presidenti democratici Franklin D. Roosevelt, John Fitzgerald Kennedy e Bill Clinton
- Ambasciatore in India durante la presidenza di John Kennedy dal 1961 al 1963
- presidente della American Economic Association

Contribuì a elaborare il programma di "Grande società" del presidente Lyndon B. Johnson e scrisse il discorso presidenziale in cui quel programma venne illustrato.
Successivamente ruppe con Johnson a causa della guerra in Vietnam.

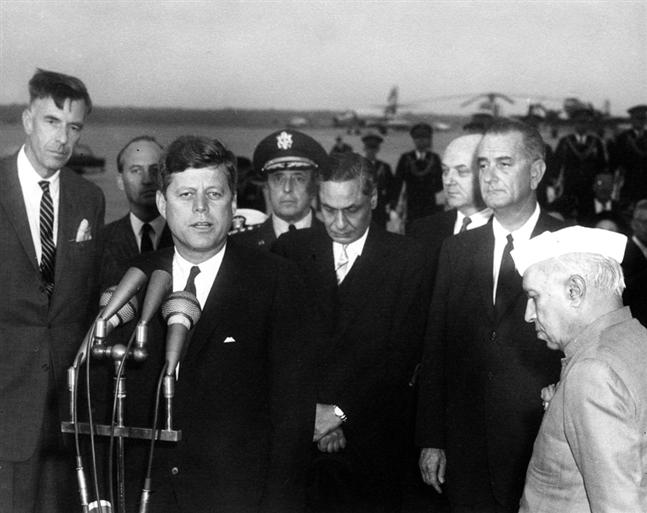
Galbraith (primo da sinistra) ambasciatore in India nel 1961

Raggiunse la notorietà negli anni 1960 col libro The Affluent Society, che, secondo quanto ha scritto il New York Times, costrinse la nazione americana a riesaminare i suoi valori: nell'opera si sostiene che gli Stati Uniti erano diventati ricchi in merci di consumo, ma poveri nel campo dei servizi sociali. L'opera introduce il concetto che in italiano è tradotto con la fortunata formula di "società opulenta".
È stato premiato due volte con la medaglia presidenziale della libertà: nel 1946 dal presidente Truman e nel 2000 dal presidente Clinton.
Ha scritto anche due romanzi: The Triumph (1968) e A Tenured Professor (1990).
Le sue opere sono parte di una vasta e continua produzione che ha toccato, in pratica, tutte le tematiche economiche, spingendosi spesso nel sociale e nel politico: sbocchi ed evoluzioni obbligate per un pensiero economico che non misuri tutto con la percentuale di incremento o declino del prodotto interno lordo, perché, come afferma proprio JKG, "... quando non potremo più respirare l'aria, bere l'acqua e mangiare del cibo non inquinato, non ci preoccuperemo forse più di quanto aumenterà quest'anno il prodotto interno lordo..."

## Principali opere
Negli anni sessanta, Galbraith è stato insieme ad Herbert Marcuse - sul piano più strettamente filosofico e ideologico - uno dei "guru" dei movimenti di contestazione giovanile e dei movimenti pacifisti (essenzialmente statunitensi anti-Vietnam), che dovevano sfociare nel 1968 con le lotte studentesche del maggio parigino e nel resto del mondo.
In particolare, un punto di vista sul quale convergevano il pensiero filosofico di Marcuse e quello economico-sociologico di Galbraith, era il fatto che l'uomo sociale, il cittadino, fosse stato ridotto, dalla volontà delle grandi corporation supportata dalle nuove (per gli anni sessanta) aggressive metodologie di marketing, a un "consumatore", ovvero a un soggetto che ha una sua esistenza, e, in definitiva, una sua dignità, solo in quanto capace di consumare beni e servizi, e nella misura in cui ottempera a questa sua unica e imprescindibile funzione. Occorre ricordare che è del 1957 il primo riuscito esperimento di pubblicità subliminale, ed è del 1958 il famoso libro I persuasori occulti di Vance Packard.
Non hanno dunque importanza le aspirazioni, le necessità, i sogni di un qualunque essere umano, ma hanno solo importanza i suoi 'bisogni', che generano la funzione primaria ed unica del consumo. Per cui, stante l'importanza della definizione degli stessi bisogni da parte del sistema economico, la modellazione di questi bisogni non può essere lasciata al caso, ma deve diventare la principale funzione del sistema economico, impersonato dalle grande aziende che lo dominano; cosa si produce è, in questo scenario, secondario, in quanto non è più necessario produrre ciò che serve, in quanto ciò che serve è definito a monte, ed in maniera precisa, da una ristretta cerchia di soggetti economici che definiscono i bisogni in funzione delle proprie esigenze, e non di quelle dei cittadini, ridotti al rango di meri consumatori.
Marcuse esprime questo concetto in quella che possiamo definire la sua opera principale, e certamente la più nota, L'uomo ad una dimensione, quella del consumo, appunto, in cui analizza il tema dei 'bisogni' di un essere umano, e di come 'il sistema capitalistico' controlli tali bisogni ed i meccanismi della loro definizione e creazione.
Galbraith esprime il concetto speculare nella "Società opulenta", in cui invece descrive perché, a suo modo di vedere, il sistema economico, rappresentato in primis dalle grandi corporation, ha necessità, per i suoi fini intrinseci, di controllare i bisogni, del singolo e delle collettività, in modo assoluto, senza poter lasciare al caso e alla spontanea evoluzione umana la definizione di tali bisogni.

### La società opulenta
In questo libro Galbraith esprime la tesi secondo cui l'evoluzione della società e dell'economia va verso una direzione in cui ciò che conta sono soprattutto, se non soltanto, i livelli dei consumi che i consumatori, appunto, esprimono, tanto che, da quegli anni in poi, i cittadini non vengono quasi più considerati persone portatrici di idee e valori, ma solo "consumatori", esplicitando, in tal modo, il fatto che a livello sociale si conta solo in funzione del proprio livello di consumi.
Siamo alla fine degli anni 1950 quando Galbraith pubblica negli Stati Uniti questa opera, per molti versi profetica, e il tono polemico e dichiaratamente negativo con cui illustra questa tendenza che vede affermarsi, gli vale le prime feroci critiche da parte dell'establishment politico ed economico statunitense, che è tutto proiettato, invece, alla massimizzazione degli indici quantitativi di crescita economica.
L'idea che si potesse mettere in discussione il "progresso" economico, inteso come sviluppo industriale e misurato esclusivamente da indicatori quantitativi come la crescita del prodotto interno lordo, per motivi, ad esempio, ambientali suonava come un'eresia, e venne bollata come qualcosa a metà fra il luddismo e la negazione della libera iniziativa, con pericolose propaggini verso il bolscevismo, specie poi se ciò accadeva negli anni dell'escalation della guerra fredda con l'Unione Sovietica, e della caccia alle streghe del maccartismo.

### Il nuovo Stato industriale
Questo libro, pubblicato in America nel 1968, in piena contestazione giovanile, è di dieci anni successivo alla Società opulenta; si può dire che rappresenta l'opera più importante di Galbraith, e quella che abbraccia a 360 gradi le principali tematiche economiche e sociologiche, con quell'approccio misto di economia e sociologia tipico di tutto il pensiero di Galbraith.
L'idea centrale de Il nuovo Stato Industriale è piuttosto semplice, e sembra persino di per sé evidente, oggi, ma all'epoca non mancò di suscitare rumore ed accese polemiche: Galbraith parte dalla considerazione che, mentre una volta lo scenario economico era dominato dall'imprenditore, figura centrale del progresso e incarnazione stessa della "mano invisibile" di Adam Smith (su questo, l'accordo era pressoché totale, perché anche Karl Marx partiva da questa concezione, anche se con intenti contrari a quelli celebrativi di Smith), al giorno d'oggi (inteso come l'oggi in cui Galbraith scrive e pubblica il libro, cioè gli anni 1960), semplicemente, i processi aziendali sono diventati talmente complessi che è impensabile che una sola persona sia in grado di detenere le conoscenze necessarie a guidare ed indirizzare l'intero processo produttivo, o meglio l'intero processo che va dall'intuizione di un nuovo prodotto/servizio che potrebbe interessare il "consumatore" all'avere pronto il prodotto/servizio presso il consumatore che lo può così acquistare, che è ben più complicato del solo processo produttivo.
Galbraith, alla fine di una serie di descrizioni della realtà delle varie corporation statunitensi, cioè delle grandi imprese, in genere multinazionali, che rappresentano il nerbo delle economie dei grandi paesi sviluppati, espone la tesi che il potere in queste grandi imprese - dal punto di vista della "quantità" del potere gestito assimilabili a dei moderni imperi - è passato dall'imprenditore, figura mitica ed obsoleta, all'insieme delle persone i cui talenti, capacità, esperienza, competenze e ambizioni concorrono a prendere le decisioni fondamentali che orientano l'attività di questi colossi economici. Galbraith battezzò questo insieme Tecnostruttura, sintetizzando, in questo nome, i due concetti di insieme, appunto, strutturato di persone e delle loro competenze "tecniche"; non tecniche solo in senso di tecnologiche, ma dei vari aspetti che intervengono nella vita aziendale, a cominciare dal marketing, dal commerciale, alla produzione, alla logistica, alla manutenzione, all'assistenza alla clientela e così via. Il potere decisionale non è più, dunque, nelle mani dell'imprenditore singolo, che accentrava il potere in azienda e che, salvi i pochi casi di resistenza della figura carismatica del fondatore, in quanto tale non esiste più.
A questo punto occorre chiedersi, fa notare Galbraith, a chi risponda la tecnostruttura. Non certo agli azionisti, che dovrebbero essere i suoi padroni, ma che, essendo anche centinaia di migliaia di piccoli azionisti, non hanno di fatto rappresentanza, essendo i consigli di amministrazione dei vecchi orpelli rimasti a coprire, come una foglia di fico, la realtà. La quale, a chi la guarda con occhi disincantati, è del tutto evidente, ed è quella di grandi aziende guidate da una struttura a cerchi concentrici, così come la definisce Galbraith. Per cui, continua Galbraith, la Tecnostruttura è autoreferenziale, e non risponde di fatto a nessuno, se non a se stessa.
Prova di questo fatto sono le remunerazioni del top management, che fanno raggiungere il rapporto fra il loro salario e quello di coloro che stanno in fondo alla scala delle retribuzioni un livello mai registrato in tutta la storia economica.
A questo punto, Galbraith fa il passo che, da una parte, lo farà marchiare come "bolscevico" dall'establishment economico americano dell'epoca e che, dall'altra, lo farà eleggere a guru ispiratore per le generazione della montante contestazione studentesca, insieme all'altro guru sul versante filosofico-politico, ossia Herbert Marcuse il quale, nella sua fondamentale opera 'L'uomo ad una dimensione', stigmatizzava una situazione per cui il capitalismo lasciava in pratica al cittadino consumatore non la libertà di decidere cosa fare della sua vita, ma semplicemente di poter scegliere cosa consumare fra quello che gli viene messo sugli scaffali dei supermercati.
Il passo consiste nel domandarsi, visto che la tecnostruttura è autoreferenziale e ha dei comportamenti che rispondono non tanto a logiche di profitto, quanto a quelle della perpetuazione e dell'accrescimento del potere della Tecnostruttura stessa, perché la proprietà dei mezzi di produzione non potrebbe essere statale, in modo che ci possa essere almeno un controllo pubblico sul funzionamento di questi imperi economici. O meglio, poiché i piccoli azionisti possono anche rimanere, perché lo Stato non dovrebbe prendere il controllo dei consigli di amministrazione, in modo da trasformare questi inutili orpelli in organismi che possano almeno parzialmente orientare lo sviluppo di queste strutture su vie che tengano in maggiore considerazione l'interesse generale?
In definitiva, è più o meno lo stesso percorso che ha portato ai monopoli statali, alcuni dei quali sono ancora in piedi in questo terzo millennio. Nei secoli precedenti, all'incirca a partire dal 1500, con la scoperta del Nuovo Mondo e la spinta al colonialismo delle potenze dell'epoca, gli stati concedevano, in cambio di una tassa, il monopolio su determinati commerci o produzioni ad un individuo o ad una azienda. Perché, si chiesero ad un certo punto vari re, imperatori, statisti, filosofi, economisti, lasciare a dei privati gli enormi profitti derivanti da questa posizione di privilegio e non, invece, statalizzare questi profitti con l'istituzione, appunto, dei monopoli di stato?
"Il nuovo Stato Industriale" è stato pesantemente attaccato da altri economisti e manager di grandi aziende.
Famoso l'articolo "Where Is the New Industrial State?", in cui si tenta di abbattere i pilastri ideologici su cui si basa "Il nuovo Stato Industriale", sostenendo, in sintesi, che lo scenario descritto da Galbraith non esiste, o meglio non esistono i presupposti del controllo da parte della Tecnostruttura, ed il capitalismo è sostanzialmente quello di una volta, in cui imprenditori coraggiosi impiantano e fanno diventare grandi le aziende, poiché le regole imposte dal governo o da chiunque altro sono degli inutili ostacoli all'armonico e spontaneo sviluppo di una vigorosa economia.

### Facce note
Facce note è un breve libro che riporta i ritratti di importanti personaggi politici e storici nel periodo 1940-1950, come il presidente Roosevelt, il suo successore Truman, vari politici americani del periodo ed anche i principali capi nazisti, questi ultimi apostrofati come "imbecilli". Di Hitler, ad esempio, Galbraith dice che solo un completo incompetente di strategia militare avrebbe preteso la difesa di Stalingrado da parte delle truppe naziste votate platealmente ad una completa distruzione. Hermann Göring, il capo della Luftwaffe, l'aviazione tedesca che aveva terrorizzato Londra, viene dipinto come un ubriacone che doveva essere fisicamente sorretto dagli ufficiali suoi più stretti collaboratori per non cadere, collaboratori che, in realtà, gestivano la stessa aviazione.

### L'età dell'incertezza
Scritto nel 1977, è un'altra delle opere che fanno di Galbraith un pessimista sull'evoluzione dei sistemi economici e sociali. La tesi centrale del libro è che, contrariamente a quello che si potrebbe pensare in funzione delle evidenze comuni, le grandi corporation, cioè le più grandi aziende del sistema capitalistico occidentale, contribuiscono all'incertezza sul futuro dei sistemi sociali ed economici in quanto perseguono obiettivi che non sono compatibili con gli interessi generali ed il bene comune in senso lato. Questo in quanto non si preoccupano di quanto inquinano, di quante risorse non rinnovabili consumano, e così via. Il tutto, nella generale incapacità della politica a gestire invece questi processi.

## Opere
- Modern Competition and Business Policy, 1938.
- A Theory of Price Control, 1952.
- American Capitalism: The Concept of Countervailing Power, 1952.
  - trad. it. di Luciano Franci, Il capitalismo americano. Il concetto di potere di equilibrio, Ed. di Comunità, Milano, 1955; 19652; con introduzione di Vittorio Valli, Etas libri, Milano, 1978.
- The Great Crash: 1929, 1954.
  - trad. it. di Amerigo Guadagnin, Il grande crollo, Ed. di Comunità, Milano, 1962; Etas Kompass, Milano 19662; Boringhieri, Torino, 1972; BUR, Milano, 2003.
- Economics and the Art of Controversy, 1955.
- The Affluent Society, 1958.
  - trad. it. di Giorgio Badiali e Sergio Cotta, Economia e benessere, Ed. di Comunità, Milano, 1959; poi come La società opulenta, ivi, 19632; Boringhieri, Torino, 1969; ripubblicato nel 2014 da Edizioni di Comunità, Roma, nella collana DNA.
- Perspectives on conservation (a cura di), 1958.
- Journey to Poland and Yugoslavia, 1958.
- The Liberal Hour, 1960.
  - trad. it. di Cesare Mannucci, I grandi problemi, Ed. di Comunità, Milano, 1960.
- Economic Development in Perspective, 1962.
  - trad. it. di Amerigo Guadagnin, Il progresso economico in prospettiva, Ed. di Comunità, Milano, 1963; Etas Kompass, Milano, 19662.
- The Scotch, 1963.
  - trad. it. di Vittorio Di Giuro, Scozzesi in Canada, Ed. di Comunità, Milano, 1972.
- The McLandress Dimension (con lo pseudonimo Mark Épernay), 1963.
- Economic Development, 1964.
- The New Industrial Estate (conferenze BBC Reith), 1966.
- The New Industrial State, 1967.
  - trad. it. di Pierluigi Ciocca e Giacomo Costa, Il nuovo stato industriale, Einaudi, Torino, 1968.
- Beginner's Guide to American Studies, 1967.
- How to get out of Vietnam, 1967.
- trad. it. di Sandro Sarti, Come uscire dal Vietnam. Una soluzione realistica del più grave problema del nostro tempo, Einaudi, Torino, 1968.
- The Triumph (romanzo), 1968.
  - trad. it. di Maria Luisa Bocchino, Il trionfo. Un romanzo sulla diplomazia moderna, Mondadori, Milano, 1968.
- Ambassador's Journal: a personal account of the Kennedy years, 1969.
- How to control the military, 1969.
  - trad. it. di Francesco Franconeri, Il potere militare negli Stati Uniti, Mondadori, Milano, 1969.
- Indian Painting (con Mohinder Singh Randhawa), 1969.
- Who needs democrats, and what it takes to be needed, 1970.
- American Left and Some British Comparisons, 1971.
- Economics, Peace and Laughter (a cura di Andrea D. Williams), 1972.
  - trad. it. di Ettore Capriolo, L'economia e la qualità della vita, Mondadori, Milano, 1971.
- Power and the Useful Economist (AER), 1973.
- Economics and the Public Purpose, 1973.
  - trad. it. di Ettore Capriolo, L'economia e l'interesse pubblico, Mondadori, Milano, 1974.
- A China Passage, 1973.
  - trad. it. Passaggio in Cina, Mondadori, Milano, 1973.
- John Kenneth Galbraith introduces India (a cura di), 1974.
- Money: Whence It Came, Where It Went, 1975.
  - trad. it. di Ettore Capriolo, La moneta: da dove viene e dove va, Mondadori, Milano, 1976; n. ed. come Soldi, Rizzoli, Milano, 1997.
- Socialism in rich countries and poor, 1975.
- The Economic effects of the Federal public works expenditures, 1933-38 (con G. Johnson), 1975.
- The Age of Uncertainty (anche come serie televisiva di BBC in 13 puntate), 1977.
  - trad. it. di Giovanni Dosi e Marina Bianchi, L'età dell'incertezza, Mondadori, Milano, 1977.
- The Galbraith Reader, 1977.
- Almost Everyone's Guide to Economics (con Nicole Salinger), 1978.
  - trad. it. di Massimo Parizzi, Sapere tutto o quasi sull'economia, Mondadori, Milano, 1979.
- Annals of an Abiding Liberal (a cura di Andrea D. Williams), 1979.
- The Nature of Mass Poverty, 1979.
  - trad. it. di Emanuela Mussio Sartani, La natura della povertà di massa, Mondadori, Milano, 1980.
- A Life in Our Times (memorie), 1981.
  - trad. it. di Aleramo Lanapoppi, Una vita del nostro tempo, Mondadori, Milano, 1982.
- The Voice of the Poor: Essays in Economic and Political Persuasion (conferenze in India), 1983.
- The Anatomy of Power, 1983.
  - trad. it. di Aldo Giobbio, Anatomia del potere, Mondadori, Milano, 1984.
- Essays from the Poor to the Rich, 1983.
- Reaganomics: Meaning, Means and Ends (con Paul McCracken), 1983.
- A View from the Stands of People, Politics, Military Power and the Arts (a cura di Andrea D. Williams), 1986.
- Economics in Perspective: A Critical History, 1987.
  - trad. it. di Fausto Ghiaia, Storia dell'economia, Rizzoli, Milano, 1988; BUR, Milano, 1990
- Capitalism, Communism and Coexistence: From the bitter past to a better prospect (con Stanislav Menšikov), 1988.
  - trad. it. di Paola e Gianni Galtieri, Le nuove prospettive dell'economia mondiale, Rizzoli, Milano, 1989.
- Unconventional Wisdom: Essays on Economics in Honour of John Kenneth Galbraith (a cura di Samuel Bowles, Richard Edwards e William G. Shepherd), 1989.
- Dreams of India (con Raghu Rai e Pietro Tarallo), 1988.
  - trad. it. di Beatrice Biaggi e Silvia Riboldi, India, Idealibri, Rimini, 1988.
- Balancing Acts: technology, finance and the American future, 1989.
- A Tenured Professor (romanzo), 1990.
  - trad. it. di Mario Biondi, Il professore di Harvard, Rizzoli, Milano, 1990.
- A History of Economics: The Past as the Present, 1991.
  - trad. it. Fondamenti di storia economica, 6 VHS, a cura di Renato Parascandolo, Rai Trade, Roma, 2000.
    - 1: Dallo schiavismo allo stato mercantile
    - 2: La mano invisibile e la rivoluzione industriale
    - 3: L'economia politica classica
    - 4: Da Marx al Welfare state
    - 5: La grande crisi e la rivoluzione keynesiana
    - 6: Il capitalismo contemporaneo
- The Culture of Contentment, 1992.
  - trad. it. di Paola Brivio, La cultura dell'appagamento. Economia, politica, società nell'America degli anni Novanta, Rizzoli, Milano, 1993.
- Thomas H. Eliot, Recollections of the New Deal: When People Mattered (a cura di), 1992.
- A Journey Through Economic Time, 1994.
  - trad. it. di Paola Brivio, Cose viste. Viaggio attraverso un secolo di economia, Rizzoli, Milano, 1995.
- The World Economy Since the Wars: A Personal View, 1994.
- A Short History of Financial Euphoria, 1994.
  - trad. it. di Giuseppe Barile, Breve storia dell'euforia finanziaria. I rischi economici delle grandi speculazioni, Rizzoli, Milano, 1991.
- The Good Society: the humane agenda, 1996.
  - trad. it. di Orio Buffo e Paola Brivio, La buona società, Rizzoli, Milano, 1996 (anche come allegato a "Il Mondo", settembre 1997).
- Letters to Kennedy (a cura di James Goodman), 1998.
- The socially concerned today, 1998.
- Name-Dropping: From F.D.R. On, 1999.
  - trad. it. di Corrado Bertani, Facce note. Quasi un'autobiografia, Rizzoli, Milano, 2000.
- Economist with a public purpose: essays in honour of John Kenneth Galbraith (a cura di Michael Keaney), 2001.
- The Essential Galbraith (antologia, a cura di Andrea D. Williams), 2001.
- The Economics of Innocent Fraud: Truth for Our Time, 2004.
  - trad. it. di Stefano Galli, L'economia della truffa, Rizzoli, Milano, 2004; con prefazione di Mario Deaglio, BUR, Milano, 2009.
- John Kenneth Galbraith and the future of economics, 2005.
- The Predator State: how conservatives abandoned the free market and why liberals should too, 2009.
- The affluent society and other writings, 1952-1967, Library of America, 2010[5]